# Nilo Peçanha, Bahia
Nilo Peçanha  este un oraș în statul Bahia (BA), Brazilia.